# Németh Norbert (vallásfilozófus)
Németh Norbert magyar vallásfilozófus, fordító és szakíró, buddhista tanító, a magyar tradicionális iskola egyik képviselője, szerzője, jogász.

## Munkássága
1991-ben felvételt nyert a Tan Kapuja Buddhista Főiskolára, de tanulmányait itt 1993-ban megszakította. Mindeközben lediplomázott az ELTE jogi karán. A félbehagyott főiskolai tanulmányokat 1999-ben folytatta, melynek eredményeként 2004-ben buddhista tanítóként végzett, 2010-ben pedig ugyanott tibeti nyelv és kultúrtörténet szakirányon a mesterdiplomát is megszerezte. A főiskolán néhány évig óraadóként is működött: előadás-sorozatokat tartott a buddhizmus eszmetörténetéről, a tantrikus buddhizmusról, a misztikáról és közvetlen ösvényekről, illetve a tibeti kultúráról. Megközelítőleg ugyanezen témákban 2008 és 2011 között a Last Exit szellemi műhelyen is előadott.
A civil életben jogászként dolgozik.

### Szakírói és fordítói tevékenysége
Németh Norbert a magyar tradicionális iskola egyik legtermékenyebb szerzője. 2012-ig egy teljes monográfia, több mint tíz tanulmány, valamint több mint ötven kisebb-nagyobb fordítás (rövidebb írások és teljes művek is) jelent meg tőle. Az iskola képviselői közül egyedüliként vállalkozott arra, hogy egy partikuláris tradíciót, a buddhizmust kellő mélységben és részletességben bemutasson. A buddhizmus eszméi című munkája, mely szakdolgozatának kibővített változata, a magyar nyelvű szakirodalom egyik fontos művének számít. Publikációi, műfordításai főleg a tradicionális iskola orgánumaiban láttak napvilágot. Elsősorban Julius Evolától és René Guénontól fordított.

## Művei

### Saját kötete
- A buddhizmus eszméi. Kvintesszencia, Debrecen, 2005.

### Jelentősebb fordításai
- Julius Evola - Frithjof Schuon: Zen. A szamurájok vallása. Öt tanulmány a japán buddhizmusról. Kvintesszencia, Debrecen, 1996. (Baranyi Tibor Imrével.)
- Julius Evola: A megvalósítás és a halál utáni akciók. A megvalósítás útja a Mithrász-misztériumokban és a lámaizmus túlvilági tanításai. Kvintesszencia, Debrecen, 1997. (Baranyi Tibor Imrével.)
- René Guénon: Általános bevezetés a hindu doktrínák tanulmányozásához. Kvintesszencia, Debrecen, 1999. (Baranyi Tibor Imrével.)
- UR-csoport (szerk.): Bevezetés a mágiába I-III. Persica, Budapest, 2007-2008. (Franco De Fraxinoval, Dávid Andreával és Molnár Andrással.)